# Vittorio Tonolli
Vittorio Tonolli (1913 – 1967) è stato un limnologo italiano.

## Biografia
Laureatosi nel 1939 in Medicina e Chirurgia presso l'Università degli Studi di Milano, fu un attivista del movimento antifascista durante la seconda guerra mondiale. Nel 1944 trovò rifugio nella zona del Lago Maggiore e qui iniziò a collaborare con il professor Edgardo Baldi e la professoressa Livia Pirocchi presso l'Istituto italiano di idrobiologia di Pallanza (oggi Istituto di ricerca sulle acque). Nel 1951 Tonolli sposò Livia Pirocchi e i due, alla guida di altri colleghi, iniziarono importanti studi di microevoluzione e genetica delle popolazioni.
Gli interessi di Tonolli comprendevano la fisiologia del genere Daphnia, la limnologia dell'Italia settentrionale e la biometria delle dinamiche della popolazione dei Copepodi.
Nel 1950 divenne direttore dell'Istituto italiano di idrobiologia, carica che mantenne fino alla morte. Fu poi sostituito fino al 1967 dalla moglie Livia Pirocchi Tonolli.
Nel 1964 pubblicò Introduzione allo studio della limnologia: ecologia e biologia delle acque dolci, divenuto il testo di riferimento per gli studi di limnologia in Italia.

## Opere
- Introduzione allo studio della limnologia: ecologia e biologia delle acque dolci, Verbania Pallanza: Edizioni dell'Istituto Italiano di Idrobiologia, 1975 (on-line)